# Kantolan Keksi
Kantolan Keksi är en av Finlands största tillverkare av kex och kexliknande produkter.
Företaget ingår i Orkla, där även den svenska kextillverkaren Göteborgs Kex och norska Sætre A/S ingår.